# Nu Doradus
Nu Doradus (39 Doradus) é uma estrela na direção da constelação de Dorado. Possui uma ascensão reta de 06h 08m 44.34s e uma declinação de −68° 50′ 36.4″. Sua magnitude aparente é igual a 5.06. Considerando sua distância de 277 anos-luz em relação à Terra, sua magnitude absoluta é igual a 0.42. Pertence à classe espectral B8V.
Se trata de una estrella ordinaria de secuencia principal de tipo B, como indica su clasificación estelar de B8 V. Tiene una edad estimada de 118 millones de años y gira con una velocidad de rotación proyectada de 98 km/s. La estrella tiene 2,7 veces la masa del Sol y aproximadamente 3,2 veces su radio. Irradia 107 veces la luminosidad del Sol desde su fotosfera a una temperatura efectiva de 11.381 K. No se ha detectado ningún exceso infrarrojo.